# 3586 Vasnetsov
3586 Vasnetsov (1978 SW6) là một tiểu hành tinh vành đai chính được phát hiện ngày 16 tháng 9 năm 1978 bởi L. Zhuravleva ở Nauchnyj. Nó được đặt theo tên Russian artists Viktor Vasnetsov và his brother Apollinary Vasnetsov.